# Маркова Олена Володимирівна
Олена Володимирівна Маркова (уроджена Іванова; 24 квітня 1923, Київ — 10 травня 2023, Москва) — радянський і російський учений-кібернетик, доктор технічних наук (1971), мемуаристка. Кандидат технічних наук (1965), доктор технічних наук (1971, дисертація «Теорія та застосування комбінаторних планів у завданнях ідентифікації та оптимізації»).

## Біографія
Народилася у сім'ї вчителів. У 1927 році сім'я була вислана в селище Гришине (нині Покровськ). Батька було розстріляно у 1937 році.
1941 року Червоноармійське було зайняте німецькими військами; 18-річна Олена, згідно з її пізнішими спогадами, зуміла врятувати кілька десятків поранених червоноармійців, влаштувавшись працювати на біржу праці та отримавши для них необхідні документи. Після звільнення міста радянськими військами була заарештована і в 1944 році засуджена до п'ятнадцяти років каторжних робіт згідно зі статтею 2 Указу Президії Верховної Ради СРСР № 39 від 19 квітня 1943 року. Відбувала термін у Воркутлазі, з 1950 року у Річлазі. 1951 року військова колегія Верховного суду знизила термін покарання до 10 років. У листопаді 1953 року звільнена після відбуття терміну покарання (із зарахуванням робочих днів). У 1953—1960 роках жила у Воркуті, вийшла заміж за співтабірника, закінчила Всесоюзний заочний політехнічний інститут.
У 1960 році повністю реабілітована, відтоді жила у Москві. У 1961—1981 роках працювала в Науковій раді з кібернетики АН СРСР разом з Акселем Бергом і Василем Налімовим, про які залишила спогади.
У 1982—1992 роках науковий співробітник НДІ автоматизації у непромисловій сфері, потім головний спеціаліст Російського центру сертифікації Держстандарту.
Померла 10 травня 2023 року.

## Наукові праці
Опублікувала 15 монографій, у тому числі «Планування експерименту в умовах неоднорідностей» (1973, спільно з Лісенковим), «Комбінаторні плани в завданнях багатофакторного експерименту» (1979, спільно з Лісенковим), «Рандомізація та статистичний висновок» (1986, разом із Маслаком). Автор низки мемуарних творів про табірну дійсність.